# Gianpiero Lambiase
Gianpiero Lambiase, a menudo conocido como GP, es un ingeniero de Fórmula 1 ítalo-británico. Actualmente es el ingeniero de carrera de Max Verstappen en Red Bull Racing.

## Carrera
Lambiase comenzó su carrera en la Fórmula 1 en 2005 con Jordan y trabajó con el equipo de Silverstone a través de sus numerosas formas durante 10 años. En 2008 trabajó como ingeniero de rendimiento para Giancarlo Fisichella guiando al italiano a la primera pole position y podio de Force India en Bélgica 2009.
En 2010 se convirtió en ingeniero de carrera de Vitantonio Liuzzi y cuando el italiano se fue al final de esa temporada, ocupó el mismo puesto para Paul Di Resta. Trabajó con Di Resta durante tres años, quien fue reemplazado por Sergio Pérez en 2014. Después de trabajar con Pérez durante una temporada, Lambiase se mudó a Red Bull Racing.
En Red Bull se unió a Daniil Kvyat como ingeniero de carreras en 2015 y mantuvo su puesto cuando Kvyat fue reemplazado por Max Verstappen. En su cargo actual como ingeniero de carrera, es responsable de todas las comunicaciones en pista con el piloto y la puesta a punto del monoplaza de Fórmula 1. Lambiase es conocido por ser extremadamente directo y preciso en sus comunicaciones por radio, lo que Verstappen ha elogiado con frecuencia.
En 2022, Lambiase asumió el cargo de jefe de ingeniería de carreras de Guillaume Rocquelin para Red Bull, al tiempo que conservaba su papel como ingeniero de carreras para Verstappen.